# Bellardia trixago
Bellardia trixago — вид рослин родини вовчкові (Orobanchaceae).

## Опис
Рослина густо запушена короткими волосками. Стебла до 60(90) см, прямостоячі, прості або слабо розгалужені. Листя зелене, до 60(130) × 12(30) мм, від вузько довгастих до лінійно-ланцетних, глибоко зубчасті, всіяне волоссям. Віночок (15)17–25(30) мм, рожевий, губи білі або жовті. Плоди гладкі, зелені капсули 7–8(9) мм, густо запушені. Насіння 0.4–0.5 мм, майже прозорого коричневого-рожевого кольору. Цвіте з березня по червень.

## Поширення
Південна Європа, Північна і Східна Африка, Західна Азія, Макаронезія. Введений в Америці та Австралії.

## Галерея

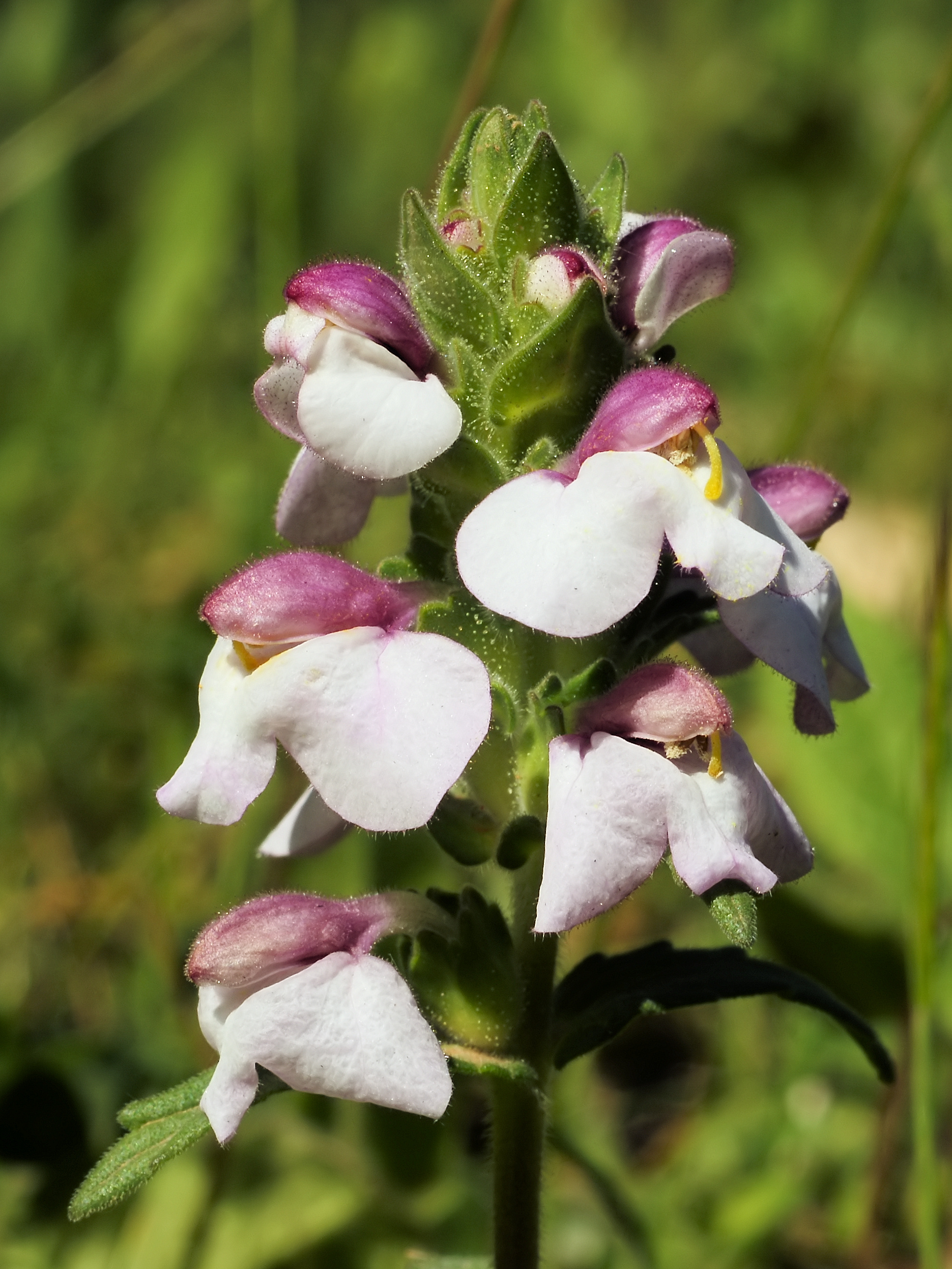